# Tunets IP
Tunets IP är en idrottsanläggning i Romme i Borlänge i Dalarna. Anläggningen ägs och driftas av Borlänge kommun. Tunets IP består av tre fotbollsplaner, en konstfrusen bandyplan, en ishockeybana samt friidrottsanläggning.
Arenorna används huvudsakligen av:
- Borlänge/Stora Tuna BK
- Stora Tuna IK
- FK Romme Krona

### Fotnoter
1. ↑  ”Tunets IP”. svensk-fotboll.com. https://www.svensk-fotboll.com/ip.php?ip=299. Läst 21 december 2019.
2. ↑  ”Tunets IP”. Borlänge kommun. Arkiverad från originalet den 21 december 2019. https://web.archive.org/web/20191221101254/https://www.borlange.se/uppleva-och-gora/idrott-motion-och-friluftsliv/fotbollsplaner-och-idrottsplatser/tunets-ip/. Läst 21 december 2019.